# Манекен 3: Расплата
Манеке́н 3: Распла́та (англ. Mannequin 3: The Reckonin) — 14-я серия 6-го сезона американского телесериала «Сверхъестественное». Её премьера состоялась 18 февраля 2011 года.

## Сюжет
Дин пытается привести в чувства Сэма, потерявшего сознание. Когда Сэм приходит в себя, братья спешно покидают город, в котором расследовали предыдущее дело. В это время в Патерсоне, штат Нью-Джерси, в местном колледже, от рук манекена погибает уборщик. Дин и Сэм, заехав перекусить, разговаривают о случившемся. Он интересуется у Дина, сколько времени был без сознания, на что брат отвечает Сэму: «пару минут». Но Сэму показалось, что прошла неделя. Он не хочет рассказывать Дину, что видел, но тот догадывается — Сэм видел ад. Покончив с разговором, братья едут расследовать дело об убитом уборщике. Приехав на место, Дин рассматривает анатомический манекен, но в этот момент ему звонит Лиза. Дин не отвечает на её звонок. Используя прибор для измерения электромагнитных полей, братья понимают что имеют дело с призраком. Винчестеры отправляются смотреть запись с камеры видеонаблюдения, но момент убийства на плёнке не виден из-за помех. Дин и Сэм не находят никакой полезной для них информации, узнают только, что уборщик был замечательным, по словам его подруги, человеком, а в здании колледжа не было никаких происшествий. Тем временем, на ткацком заводе происходит такое же убийство охранника. Приехав и обследовав место второго убийства, братья замечают, что в обоих случаях присутствуют манекены.
Сэм узнаёт, что Роза Браун, пропавшая швея, которую последний раз видели на фабрике, это мстительный дух. Дин и Сэм собираются ехать к сестре Розы — Изабель, но в этот момент Дину снова звонит Лиза. Сэм советует брату поднять трубку и он с неохотой соглашается. На самом деле всё это время Дину звонила не Лиза, а Бен. Мальчик рассказывает Дину, что с Лизой что-то не так: она не разговаривает с ним и закрылась в комнате. Сэм отправляет Дина к Лизе с Беном и остаётся закончить дело. Сэм приезжает к Изабель и та рассказывает ему, что Роза была стеснительной и неловкой, и люди её не щадили. Винчестер-младший смотрит фотографии Розы и на одной из них видит двоих убитых. На самом деле все они работали на этой фабрике вместе с Розой. Сэм едет на фабрику и расспрашивает рабочих о Розе. Один рабочий — Джонни — явно нервничает, услышав о девушке, и Сэм это замечает. Дин звонит в дверь и ему открывает Лиза — она не больна, а просто собирается на свидание. Они заводят разговор об их сложных отношениях. Лиза признаётся, что хочет нормальной совместной жизни, но понимает, что с образом жизни Дина — это невозможно. Также она говорит, что пытается забыть Дина. Ночью Джонни остаётся на фабрике и призрак покушается на него, но Сэм спасает парня и требует, чтобы тот рассказал, что они с друзьями сделали с Розой. Джонни рассказывает, что они слали ей открытки и признания якобы от тайного поклонника. Они назначили ей «свидание» и она пришла, застав в комнате вовсе не её поклонника, а одетый в костюм манекен. Друзья начали смеяться над девушкой, но она была зла и собралась уходить, когда один из парней схватил её за руку. Роза стала вырываться, упав, ударилась головой о край стола и умерла. Парни не стали звонить в полицию, а зарыли её труп. Сэм узнаёт, где похоронена Роза, и оставляет Джонни на фабрике.
Дин разговаривает с Беном. Мальчик говорит, что это третье свидание Лизы, а поэтому ЧП. Но Дин объясняет ему, что его мать уже взрослый человек и сама решает, что ей делать. Бен спрашивает, почему он не вернётся обратно, на что Дин отвечает: «тот факт, что ты любишь кого-то, не даёт права портить им жизнь». Бен злится, говорит, что они любят его, и спрашивает Дина, понимает ли он, что бросает свою семью. Сэм сжигает останки Розы. На пути к Сэму Дин вспоминает как приходил к Лизе и жил с ними. Джонни приходит домой, где разговаривает с манекеном-девушкой, объясняя, что им нужно уехать и он любит её, после чего, она убивает Джонни. Сэм продолжает работать над делом и узнаёт, что Изабель пересадили почку Розы, поэтому призрак всё ещё жив. Дин приезжает и они втроём думают, что делать. Но тут призрак вселяется в «Импалу», Дин отвлекает машину на себя и останавливает её. Но Изабель ранена. Появляется призрак Розы и извиняется за произошедшее. Изабель умирает, призрак Розы исчезает. На свалке Бобби, Дин говорит Сэму, что устал от чёрной полосы в их жизни, что они всегда все портят. Но Сэм приводит ему веские доводы обратного и благодарит Дина за спасение своей души.

## В ролях
- Джаред Падалеки — Сэм Винчестер;
- Дженсен Эклс — Дин Винчестер;
- Синди Сэмпсон  — Лиза;
- Николас Элиа — Бен;
- Розали Уорд — Изабель Браун;
- Кристина Сиколи — Роуз Браун;
- Джейк Ричардсон — Джонни.

## Отзывы
IGN поставил серии оценку 8 из 10 баллов, особенно похвалив отношения Дина и Сэма в серии. А также отметив, что со времён сериала «Доктор Кто» никто не прибегал к оживлению статуй и манекенов. TV Fanatic назвал серию одной из лучших, где братья встречаются с призраками, и что она отсылает зрителей к пилотной серии. Также в этой серии можно увидеть насколько важна работа Дина и Сэма. Итоговая оценка TV Fanatic 4 из 5 баллов. The A.V. Club отметил, что сюжет с призраком довольно часто встречается, но в Сверхъестественном его хорошо показали. Также были отмечены отношения братьев в свете того, с чем им приходится сталкиваться.